# Anna de La Grange

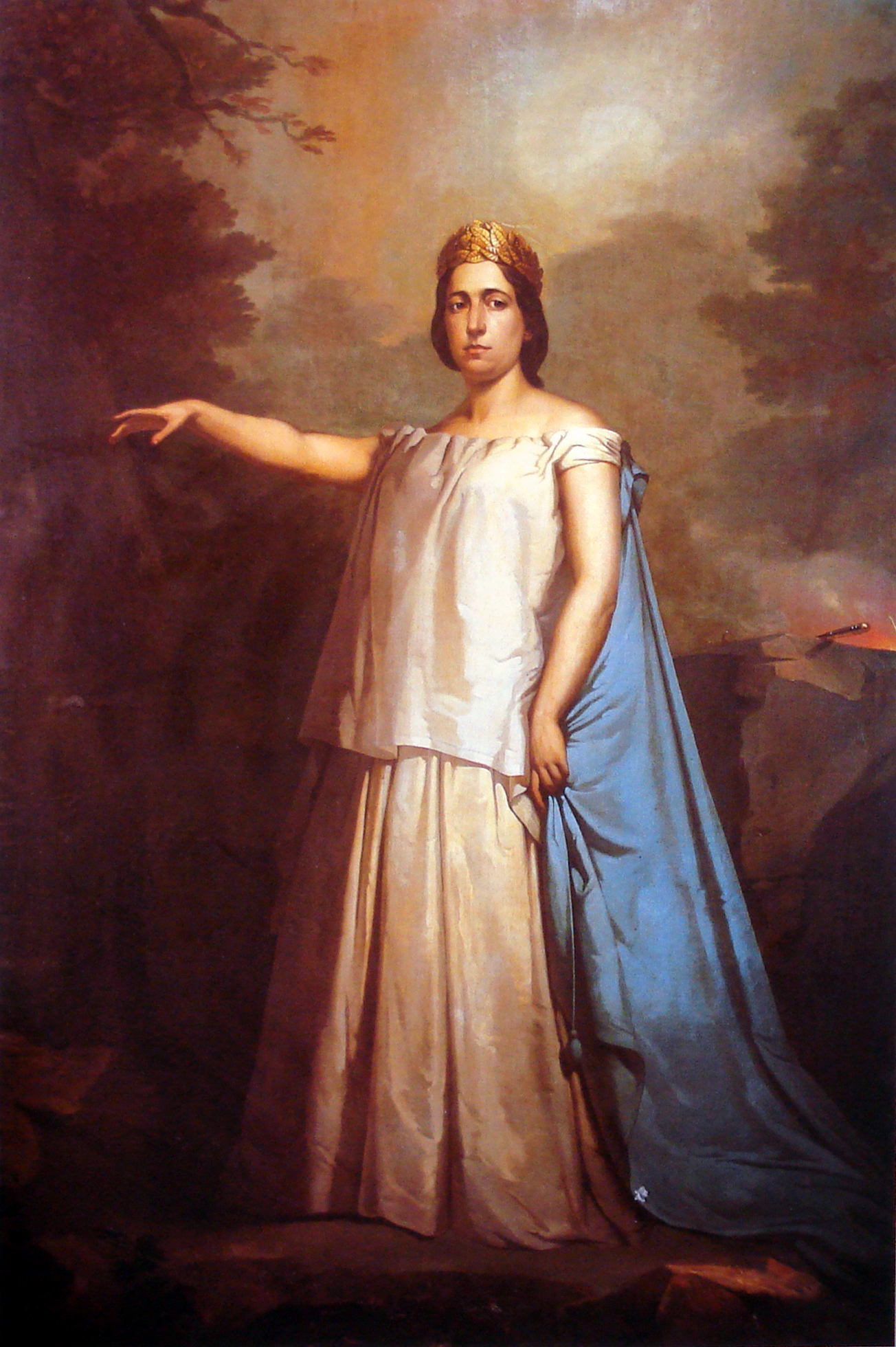
Anna de La Grange in Norma (Louis-Auguste Moreaux)

Anna de La Grange, auch Anne Caroline de Lagrange (* 24. Juli 1825 in Paris, nach anderen Quellen 1824 in Nancy; † 23. April 1905 in Paris) war eine französische Opernsängerin (Sopran).

## Leben
La Grange stammte aus einer sehr wohlhabenden Familie; ihre Mutter war deutscher Abkunft. Ihr Vater veranstaltete regelmäßig musikalischen Soireen, bei denen La Grange mit Künstlern ihrer Zeit in Kontakt kam. Sie hatte die führenden italienischen Gesangsmeister zu Lehrern. Sie war in Paris Schülerin von Giulio Marco Bordogni, einem der bekanntesten Gesangslehrer der damaligen Zeit. 1840 hatte sie ihr offizielles Operndebüt in Paris am Théâtre Renaissance, wo sie in der Oper La Duchesse de Guise von Friedrich von Flotow auftrat. Ihre weitere musikalische Ausbildung setzte sie in Italien fort, unter anderem von Giuditta Pasta und in Mailand bei Francesco Lamperti und am Liceo musicale di Bologna, wo sie von Gioacchino Rossini persönlich unterrichtet wurde. Ihr Debüt in Italien gab sie 1842 in der Oper Il bravo von Saverio Mercadante. Sie sang in den folgenden 20 Jahren mit großem Erfolg an italienischen und französischen Theatern. In der Saison 1845/46 trat sie an der Mailänder Scala auf; später dort noch einmal 1861. Nachdem sie zuerst an hervorragenden italienischen Bühnen gesungen hatte, kam sie 1849 nach Hamburg und 1850 nach Wien, wo sie bei einem Gastspiel die Fides im Propheten kreierte. Von 1850 bis 1853 war sie dann festes Mitglied der Wiener Hofoper. Sie erregte sowohl durch ihre Erscheinung wie durch ihren Gesang großes Aufsehen und trat 1852 in den Verband der Deutschen Oper des Kärntnertortheaters, wo sie bis 1853 verblieb. Trotz dieser kurzen Zeit errang sie sich in hohem Grade die Gunst der Wiener.
Norma, Gilda, Lucia wurden als ihre Glanzrollen bezeichnet. La Grange gastierte in Budapest, Berlin, Dresden, Leipzig und Madrid (1862). Nachdem sie von einer Konzerttournee durch die Vereinigten Staaten (1855–1858, unter anderem 1856 mit Auftritten in New York als Violetta in La traviata) und Brasilien/Südamerika (1857–1858) zurückgekehrt war, zog sie sich 1861 von der Bühne gänzlich zurück. Nach anderen Quellen gab sie erst 1869 ihre Karriere endgültig auf.
Sie lebte nach Beendigung ihrer Bühnenlaufbahn als Gesangspädagogin in Paris und er hielt vom Konservatorium in Bologna eine Honorarprofessur. La Grange war mit dem Baron Grégoire de Stankovicz (auch Stankovics, Stankowitsch) († 1862) verheiratet.